# ТВ Ожогіно
ТВ Нижньо-Індигірського районного геологорозвідувального управління Дальбуду (ТВ Ожогіно) — табірне відділення, що діяло в структурі Дальбуду.
Дислокація: Якутська АРСР, сел. Ожогіно (сучасний Абийський улус)

Час існування: організоване між 01.02.51 і 22.05.51;

закрите між 01.08.53 і 03.09.53.

## Підпорядкування
- ГУ виправних таборів Дальбуду в 1951 р ;
- Управлінню північно-східних виправно-трудових таборів Міністерства Юстиції СРСР (УСВИТЛ МЮ) в 1953 р.

## Виконувані роботи
- буд-во автодороги Ожогіно-Джамки,
- робота на копальнях «Депутатський», «Омчикандя»

## Історія
Чисельність:
- 01.09.51 — 1480 чол .;
- 22.05.51 — 1185 чол .;
- 01.08.53 — 803 чол.

У 50-х роках в Ожогіно розташовувалася база геологорозвідки.
10 вересня 1962 в селі Ожогіно народився кінорежисер Аржаков Микита Іннокентійович.